# Mr. Broadway (serie televisiva)
Mr. Broadway è una serie televisiva statunitense in 13 episodi trasmessi per la prima volta nel corso di una sola stagione nel 1964.
La serie è incentrata sull'agente di pubbliche relazioni Mike Bell che ha tra i suoi clienti diverse donne affascinanti.

## Personaggi
- Mike Bell (13 episodi, 1964), interpretato da	Craig Stevens.
- Toki (13 episodi, 1964), interpretato da	Lani Miyazaki.
- Hank McClure (13 episodi, 1964), interpretato da	Horace McMahon.
- Barbara Lake (2 episodi, 1964), interpretato da	Lauren Bacall.

## Produzione
La serie fu prodotta da Talent Associates e CBS Television Network. Tra i registi della serie sono accreditati Herschel Daugherty (4 episodi, 1964) e Alex March (2 episodi, 1964).
La serie vede le apparizioni di Liza Minnelli nel suo primo ruolo televisivo drammatico, nel ruolo di Minnie nell'episodio Nightingale for Sale; Sandy Dennis in Don't Mention My Name in Sheboygan, Lola Albright nella parte di Duff Daniels in Sticks and Stones Can Break My Bones e Lauren Bacall nel ruolo di Barbara Lake, con Martin Balsam nel ruolo di Nate Bannerman, in Something to Sing About. Fu cancellata dopo tre mesi perché non raggiunse indici di ascolti adeguati.

## Distribuzione
La serie fu trasmessa negli Stati Uniti da settembre a dicembre del 1964 sulla rete televisiva CBS.

## Episodi
| Stagione       | Episodi | Prima TV USA |
| -------------- | ------- | ------------ |
| Prima stagione | 13      | 1964         |